# Moritz von Hertingshausen
Moritz von Hertingshausen (* 1613 in Kassel; † 17. November 1678 in Darmstadt) war Hofmarschall der Landgrafschaft Hessen-Darmstadt und Erbküchenmeister der Landgrafen von Hessen.

## Leben
Moritz von Hertingshausen war der Sohn des am 29. April 1615 in Kassel ermordeten landgräflich hessen-kasselischen Hofmarschalls Friedrich Balthasar von Hertingshausen und dessen Ehefrau Margarethe Elisabeth Quadt zu Landskron.
Er wuchs bei seinem Onkel, dem hessen-darmstädtischen Oberkommissar, Oberforst- und -jägermeister Georg Bernhard von Hertingshausen, in Darmstadt auf. Nach seinem Studium an der Universität in Marburg, wo er sich im Alter von ungefähr 15 Jahren immatrikulierte, trat er in hessen-darmstädtischen Dienst, wo er schon bald zum Geheimen Rat avancierte.
1639 wurde Hertingshausen durch Fürst Ludwig I. von Anhalt-Köthen in die Fruchtbringende Gesellschaft aufgenommen. Dieser verlieh Hertingshausen den Gesellschaftsnamen der Abkühlende und das Motto allerhand Hitze. Als Emblem wurde ihm Gewöhnliche Vogelmiere oder Hühnerdarm (Stellaria media) zugedacht.
Als sein Onkel Georg Bernhard im November 1641 ohne männliche Leib-Lehens-Erben verstarb, erbte Moritz das bei der Marburger Erbeinigung 1627 an diesen verliehene Amt des Erbküchenmeisters beider hessischen Landgrafen. Spätestens ab 1656 war er Hofmarschall des Landgrafen Georg II. und Oberamtmann zu Darmstadt. Diese Ämter hatte er auch während der gesamten Regierungszeit von dessen Sohn und Nachfolger Ludwig VI. inne. Bei dessen Tod am 24. April 1678 war er in der Tat der einzige der landgräflichen Räte, der sich in der Residenz aufhielt, war aber bereits schwer krank. Er starb am 17. November 1678.
1680 wurde sein Sohn Ludwig Wilhelm, Kurtrierischer Kammerherr und Obrist der Leibgarde, formell für sich und seinen Bruder Johann Friederich († 1680) mit dem Erbküchenmeisteramt belehnt. Mit seinem erbenlosen Tod im Jahre 1689, mit dem das Geschlecht der Herren von Hertingshausen im Mannesstamm erlosch, fiel das Amt vakant.

## Ehe und Nachkommen
Moritz von Hertingshausen war verheiratet mit Anna Amalia, einer Tochter des Cuno Quirin Schütz von Holzhausen. Der Ehe entstammten zwei Söhne:
- Ludwig Wilhelm († 1689), Kurtrierischer Kammerherr und Obrist der Leibgarde, letzter seines Geschlechts
- Johann Friederich († 1680), Hauptmann